# Василиса Прекрасная (мультфильм)
«Василиса Прекрасная» — рисованный мультипликационный фильм 1977 года студии «Союзмультфильм». Режиссёр Владимир Пекарь создал картину «Василиса Прекрасная» — популярную сказку, которую дети любят и смотрят до сих пор,
по русской народной сказке «Царевна-Лягушка».

## Сюжет
Захотел царь женить своих сыновей, позвал к себе и повелел: взять по стреле, отправиться во чисто поле, натянуть тетиву лука и выстрелить, где чья стрела упадёт — там и невеста его. Стрелу старшего сына подняла боярышня, стрелу среднего сына — купеческая дочь. Стрела младшего сына Ивана-царевича упала в болото, и значит судьба его — жениться на Царевне Лягушке. По ночам она скидывала с себя лягушачью кожу и становилась Василисой Прекрасной, красавицей и рукодельницей. Позвал царь сыновей с жёнами на пир. За столом Василиса Прекрасная воды из бокала в один рукав налила, а птичьи косточки бросила в другой рукав. Пошла она танцевать, взмахнула одним рукавом — по полу озеро разлилось, взмахнула другим — полетели лебеди и сели на озеро, а как танец кончился — всё исчезло. Другие жёны ей во всём подражали, да только царя забрызгали и рассердили. Иван-царевич побежал и сжёг кожу лягушачью.
Всего три дня оставалось потерпеть Ивану-царевичу, и стала бы красавица навеки его. Но он поторопился, и Василиса Прекрасная обернувшись птицей улетела за тридевять земель, в тридесятое царство — в страну Кащееву. Иван-царевич отправился за ней, а по пути нашёл себе добрых помощников — лесных зверей. Баба-Яга показала ему, где находится дуб, на котором смерть Кощея в сундуке спрятана. Победив Кощея и разрушив его царство, Иван-царевич с Василисой Прекрасной вернулись домой.

## Создатели
| Автор сценария       | Виктор Мережко |
| Режиссёр             | Владимир Пекарь |
| Художник-постановщик | Татьяна Колюшева |
| Композитор           | Евгений Ботяров |
| Оператор             | Кабул Расулов |
| Звукооператор        | Борис Фильчиков |
| Редактор             | Раиса Фричинская |
| Художники:           | Марина Восканьянц, Марина Рогова, Юрий Кузюрин, Галина Зеброва, Владимир Шевченко, Олег Сафронов, Татьяна Померанцева, Ирина Светлица, Сергей Маракасов, Владимир Захаров |
| Ассистенты:          | Ольга Апанасова, Людмила Бирюкова, Людмила Крутовская |
| Монтаж               | Наталия Степанцева |
| Директор картины     | Фёдор Иванов |

- Создатели приведены по титрам мультфильма.

## Роли озвучивали
| Актёр                                    | Роль                              |
| ---------------------------------------- | --------------------------------- |
| Евгений Леонов                           | Царь                              |
| Михаил Кононов                           | Иван-царевич / старичок-лесовичок |
| Анна Каменкова (в титрах — А. Коменкова) | Василиса Прекрасная / заяц / щука |
| Анастасия Георгиевская                   | Баба Яга                          |